# Энкам
Энкам (кат. Encamp) — одна из семи общин Андорры. Расположена на востоке страны.

## Населённые пункты общины
| № | Населённые пункты | Население, чел. (2012) |
| - | ----------------- | ---------------------- |
| 1 | Энкам             | 7493                   |
| 2 | Лес-Бонс          | 1082                   |
| 3 | Пас-де-ла-Каса    | 2439                   |
| 4 | Вила              | 1037                   |

## Спорт
В общине базируется футбольная команда «Энкам», которая является двукратным победителем чемпионата Андорры.